# Taizhou (Zhejiang)
Pour les articles homonymes, voir Taizhou.
Taizhou (台州 ; pinyin : Tāizhōu) est une ville de l'est de la province du Zhejiang en Chine. On y parle le dialecte de Taizhou du wu.
Dans les années 2010, une grande superficie de la municipalité est gagné sur la mer via des terre-pleins.

## Économie
En 2005, le PIB total a été de 125,2 milliards de yuans, et le PIB par habitant de 22 438 yuans.

## Subdivisions administratives
La ville-préfecture de Taizhou exerce sa juridiction sur neuf subdivisions - trois districts, deux villes-districts et quatre xian :
- le district de Jiaojiang - 椒江区 Jiāojiāng Qū ;
- le district de Huangyan - 黄岩区 Huángyán Qū ;
- le district de Luqiao - 路桥区 Lùqiáo Qū ;
- la ville de Linhai - 临海市 Línhǎi Shì ;
- la ville de Wenling - 温岭市 Wēnlǐng Shì ;
- le xian de Sanmen - 三门县 Sānmén Xiàn ;
- le xian de Tiantai - 天台县 Tiāntāi Xiàn ;
- le xian de Xianju - 仙居县 Xiānjū Xiàn ;
- le xian de Yuhuan - 玉环县 Yùhuán Xiàn.

## Jumelages
- Santos (Brésil) depuis le 18 octobre 1996
- Tsuruga (Japon)
- Muan (Corée du Sud)
- Iquique (Chili)
- Nevers (France)
- Timișoara (Roumanie)
- Hanau (Allemagne)
- Fort Wayne (États-Unis)

## Découverte d'une sépulture ancienne
Des ouvriers qui creusaient une tranchée pour l'empierrement d'une nouvelle route ont récemment (2011) exhumé une sépulture exceptionnelle, datant de la dynastie Ming (1368-1644). La momie était une femme de 1,60 mètre. Sa peau, ses cheveux, ses sourcils et plus de vingt pièces de vêtements en coton sont parfaitement préservés. Trois épaisses couches de plâtre scellaient son cercueil en bois, empêchant l'oxygène et les bactéries d'y pénétrer. Quand elle a été retrouvée, elle reposait dans un liquide mystérieux qui a sans doute servi à retarder un peu plus la décomposition.

## Culte
- Diocèse catholique de Taizhou (ou de Linhai)

## Sport
- Stade du centre sportif de Taizhou - 40.000 places.